# Lallinger Winkel

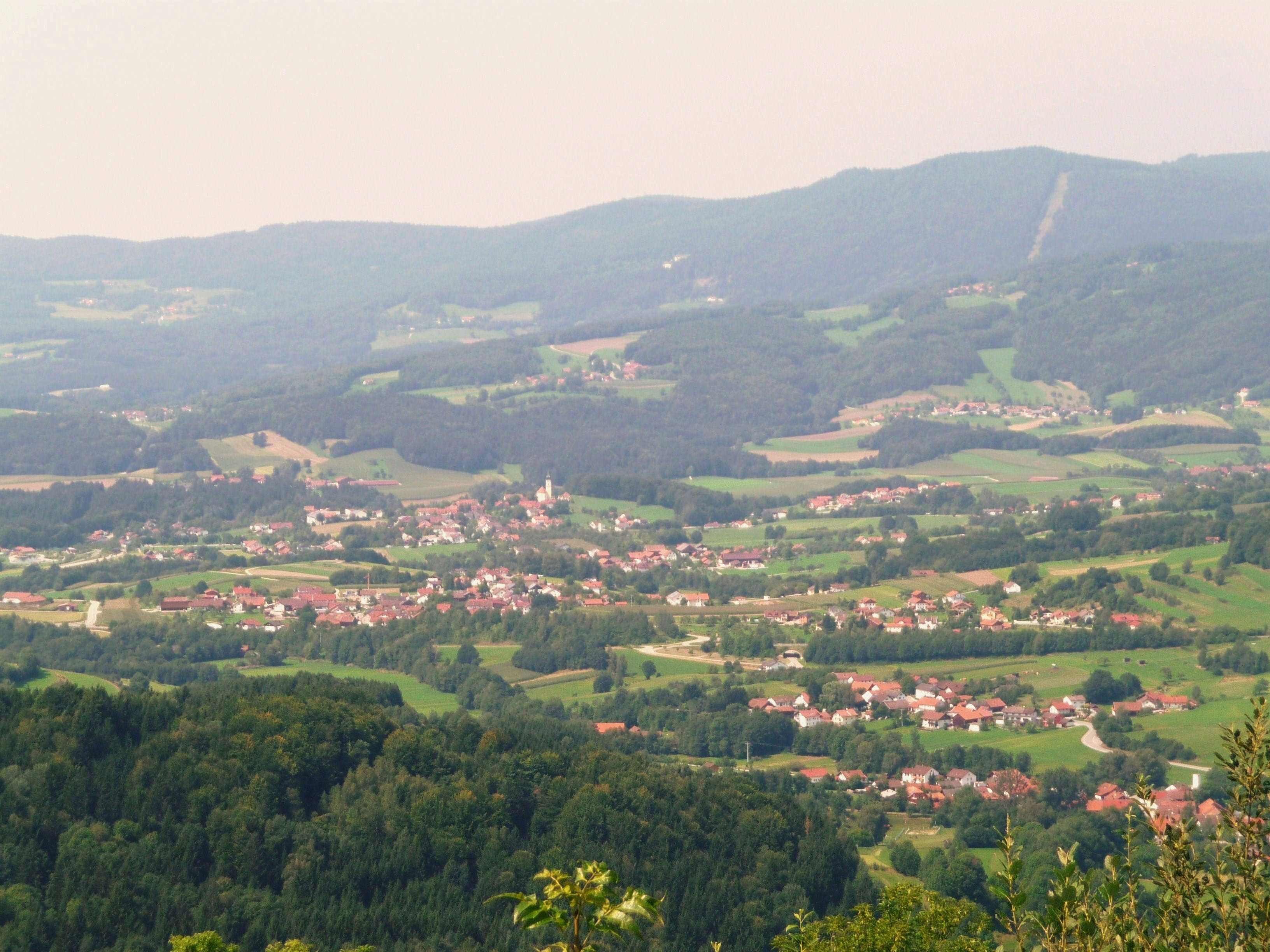
Blick von Langfurth über den Lallinger Winkel

Der Lallinger Winkel ist eine nach dem Ort Lalling benannte, rund 200 km² große Hügelland-Bucht im Landkreis Deggendorf sowie, zu kleineren Anteilen im Osten, im Landkreis Passau im Bayerischen Wald. Synonym zu dieser Landschaft ist der Begriff Deggendorfer Vorwald, während der Lallinger Winkel im engeren Sinne nur der sehr flachwellige kleine Teil dieser Landschaft um Lalling und Hunding ist.
Der Lallinger Winkel im weiteren, heute gebräuchlichen Sinne öffnet sich nach Südwesten zur Aue der Donau zwischen Deggendorf und Osterhofen und wird im Nordwesten, Norden und nördlichen Osten von den bis über 1000 m  erreichenden Kammhöhen des Vorderen Bayerischen Waldes eingefasst, im südlichen Osten vom weniger montanen Dreiburgenland und nach Süden von den submontanen Nördlichen Donaurandhöhen (beides Teile des Abteilandes), wodurch insbesondere die kalten Winde und Regen aus nordwestlicher bis östlicher Richtung abgehalten werden.

## Geschichte und Kultur
Das Gebiet um Lalling wurde bereits in der Gründungsphase des Klosters Niederaltaich im achten Jahrhundert erschlossen. Während der eineinhalb Jahrhunderte dauernden ersten Rodungsperiode wurden im Lallinger Winkel zahlreiche Ortschaften angelegt. Das Kloster nutzte die günstigen klimatischen Bedingungen für den Obstanbau und ließ von den Siedlern Äpfel, Birnen und Pfirsiche kultivieren.
In den Jahren 1861 bis 1904 war Lalling Sitz einer Distriktsobstbaumschule. Bis heute ist der Lallinger Winkel vom Obstbau geprägt und wird deshalb Obstschüssel des Bayerischen Waldes genannt. Dabei wird in den vielen kleinen Dörfern der traditionelle Streuobstanbau auf Streuobstwiesen gepflegt. Die Initiative Streuobstanbau über das Jahr 2000 führte zur Neupflanzung von tausenden Hochstammobstbäumen und zur Einrichtung des frei zugänglichen Streuobsterlebnisgartens in Panholling, Gemeinde Hunding. Besonders zur Zeit der Baumblüte und der Ernte hat der Obstanbau im Lallinger Winkel auch touristische Bedeutung. Bekannt ist außerdem die Lallinger Schneeglöckerlwiese mit der in der Gegend sonst nicht wild vorkommenden Frühlingsknotenblume.

## Naturräumliche Gliederung
In den Arbeiten zum Handbuch der naturräumlichen Gliederung Deutschlands wurde der Lallinger Winkel als eine (407) von zehn Haupteinheiten der Haupteinheitengruppe 40 Oberpfälzisch-Bayerischer Wald ausgerufen. Im Jahr 1967 wurde diese Einheit dann in der Verfeinerung 1:200.000 auf Blatt 174 Straubing weiter untergliedert:
- Deggendorfer Vorwald bzw. Lallinger Winkel im weiteren Sinne
  - 401.0 Schwanenkirchener Bucht
  - 401.1 Hausstein-Sonnenwald-Bergfuß
    - 407.10 Schauflinger Berge
    - 401.11 Lallinger Winkel im engeren Sinne
    - 407.12 Grattersdorfer Bergfuß

  - 407.2 Schöllnacher Hügelland

### Teillandschaften
Im Lallinger Winkel im engeren Sinne liegen nur Lalling und Hunding. Nach Westen schließt sich, am Südfuß des Hausstein (917 m), das flächenmäßig deutlich größere Gebiet der Schauflinger Berge mit Schaufling im Norden, dem Südosten von Deggendorf im Nordwesten, Auerbach im östlichen Süden und nördlichen Gemeindeteilen von Hengersberg im Südwesten an. Südöstlich der Schauflinger Berge und südlich des Lallinger Gebiets bildet der flächenmäßig kleine Grattersdorfer Bergfuß um Grattersdorf die Südwestrahmung des am Brotjacklriegel 1015 m hohen Sonnenwalds.
Am Gebirgsfuß schließt sich nach Südosten das flächenmäßig wieder größere Schöllnacher Hügelland an mit Schöllnach im Norden, Außernzell im westlichen Zentrum und Eging (Kreis Passau) im Osten.
In diese Hügellandschaft, die geologisch der Böhmischen Masse zuzurechnen ist und wo entsprechend Gneise und Granite anstehen, schiebt sich von Südwesten die tertiäre Schwanenkirchener Bucht, die nach Norden von den Schauflinger Bergen, nach Nordosten vom Grattersdorfer Bergfuß, nach Südosten vom Schöllnacher Hügelland und nach Süden von den Nördlichen Donaurandhöhen gerahmt wird. Im Nordwesten der Bucht liegt Hengersberg, im südlichen Zentrum der namensgebende Ortsteil Schwanenkirchen und im äußersten Süden Iggensbach.
Diese Landschaft ist geologisch ein über die Donau gewanderter Ausläufer des Tertiärhügellandes, der allerdings nach Osten deutlich weiter reicht als der auf Blatt 174 Straubing begrenzte Naturraum Schwanenkirchener Bucht, s. u.

### Gliederung nach LfU und Abgrenzung nach BfN
Das bayerische Landesamt für Umwelt (LfU) fasst diese Landschaften zu zweien zusammen:
- 407 Lallinger Winkel – 197,6 km² laut Handbuch, 203,55 km² bei LfU
  - 407-A	Schöllnacher Hügelland [≈ 407.2] und Schwanenkirchner Bucht [≈ 407.0] – 98,44 km²
  - 407-B	Hausstein-Sonnenwald-Bergfuß [≈ 407.1] – 104,82 km²

Das Bundesamt für Naturschutz (BfN) weist in seinem Landschafts-Steckbrief für den Lallinger Winkel nur 162 km² aus. Dies liegt daran, dass BfN den Südosten der Landschaft mit Iggensbach, Außernzell und Eging der Landschaft „Passauer Abteiland -Südteil“ zurechnet.

### Zur Abgrenzung der Tertiärbucht
In der Geologie ist der Begriff Hengersberger Bucht geläufiger als Schwanenkirchener Bucht. Es gibt auch Autoren, die der Schwanenkirchener Bucht die Schöllnacher Bucht mehr oder weniger synonym zum Schöllnacher Hügelland gegenüberstellen.
Blatt 174 Straubing zieht die Grenze der Schauflinger Berge zur Schwanenkirchener Bucht in nach Süden offenem Bogen über den Süden Auerbachs. LfU hingegen zieht die Grenze vom Norden Hengersbergs an Straßen entlang nach Osten. Blatt 174 orientiert sich an der Geländehöhe und schließt Hügel ab etwa 400 m Höhe aus der Bucht aus. Die Grenze des Schöllnacher Hügellands zu den Donaurandhöhen folgt der Gesteinsgrenze.
Tertiäre Gesteine („Braunkohletertiär“) stehen bis weit ins Schöllnacher Hügelland an; so etwa am Westhang der Bergkette zwischen Iggensbach und Außernzell und am Südwesthang der Hügelkette nordöstlich Außernzells (Naturschutzgebiet Zeller Holz). Im Nordwesten wiederum finden sich, deutlich außerhalb der Grenzziehung nach LfU und zum Teil außerhalb jener von Blatt 174, Braunkohletertiärgesteine nordwest- und -östlich von Schwarzach. Etwa die Hälfte des als Schöllnacher Hügelland ausgewiesene Naturraum gehört zur Tertiärbucht bzw. trägt quartäre Gesteine. Als typischer Gebirgsfuß mit Grundgesteinen verbleibt das Gebiet um Eging (Eginger Gebirgsfuß) mit Graniten aus dem Perm („Fürstensteiner Pluton“) des Dreiburgenlandes und der Gebirgssaum nordöstlich Schöllnachs (Schöllnacher oder Wiesenberger Gebirgsfuß) mit Perlgneisen aus dem Silur.